# Miguel Luis Amunátegui Johnson
Miguel Luis Amunátegui Johnson (Santiago, 24 de agosto de 1909 – ibidem, 30 de agosto de 2004) fue un abogado y político chileno. 

## Biografía
Nació el 24 de agosto de 1909 en Santiago. Hijo del diputado Miguel Luis Amunátegui Reyes y Josefina Johnson Gana. Realizó sus estudios secundarios en el Instituto Nacional. Finalizada su etapa escolar ingresó a la Universidad Católica donde egresó de la carrera de Derecho en 1932. Casado con Alicia Mönckeberg Barros, con quien tuvo ocho hijos. 

## Vida pública
Inició sus actividades políticas en sus años universitarios al integrarse al Partido Liberal. En esa época fue presidente de la Juventud del Centro Liberal de Santiago y como tal, representante ante el Consejo Nacional de la Juventud Liberal de Chile.
Más adelante, formó parte de la directiva de la Cultura del Centro Liberal de Santiago y también fue miembro del directorio de su partido.
En las elecciones parlamentarias de 1945 fue elegido diputado por la Séptima Agrupación Departamental Santiago Segundo Distrito (período 1945-1949). Integró la Comisión Permanente de Educación Pública; de Trabajo y Legislación Social; de Constitución, Legislación y Justicia; y de Relaciones Exteriores. También, fue miembro de la Comisión Mixta de Presupuestos y miembro suplente del Comité Parlamentario Liberal, entre 1947 y 1949.
En 1949, fue consejero del Servicio Médico Nacional de Empleados.
En las elecciones parlamentarias de 1949, fue reelecto diputado por la misma agrupación ya mencionada, período 1949-1953. Integró la Comisión Permanente de Trabajo y Legislación Social; y de Constitución, Legislación y Justicia. Fue miembro de la Comisión Especial Investigadora del Manicomio, en 1950.
Entre 1954 a 1961, fue nombrado secretario general de su partido. Sin embargo más tarde, renunció al Partido Liberal y se incorporó al Frente Nacional Chileno. Luego, en 1966, ingresó al Partido Nacional, donde fue uno de sus militantes fundadores.
En las elecciones parlamentarias de 1969 fue elegido diputado en representación del Partido Nacional por la Séptima Agrupación Departamental Santiago Primer Distrito, período 1969-1973. Integró la Comisión Permanente de Educación Pública; de Trabajo y Legislación Social; y de Vivienda y Urbanismo. Fue miembro de la Comisión Especial Encargada de Conocer la Acusación Constitucional en Contra del Ministro del Interior Edmundo Pérez Zujovic, en 1969; y de la Comisión Especial Encargada de la Acusación Constitucional en Contra del Ministro del Trabajo y Previsión Social, entre 1969 y 1970.
Entre 1969 y 1970, fue miembro suplente del Comité Parlamentario del Partido Nacional.
En 1987, con el inicio de la apertura democrática, se integró a Renovación Nacional, partido en el que fue uno de sus fundadores.
Falleció el 30 de agosto de 2004 en Santiago, a los 95 años de edad. Poco después, fue objeto de un homenaje póstumo en el Senado.